# Donna Ragno (Ultimate Marvel)
Jessica Drew è un personaggio immaginario dei fumetti, versione alternativa all'interno della linea editoriale Ultimate Marvel di un omonimo personaggio, ideato da Brian Bendis e disegnato da Mark Bagley; esordì nella serie a fumetti Ultimate Spider-Man, pubblicata negli Stati Uniti d'America dalla Marvel Comics, durante la Saga del clone nei panni di Spider-Woman, è uno dei cloni di Peter Parker prodotti in laboratorio dal Dottor Octopus nel tentativo di replicare il programma del supersoldato di Nick Fury; successivamente alla sconfitta di Octopus, decide di assumere definitivamente l'identità di "Jessica Drew" e di continuare la sua vita in maniera indipendente dai Parker, entrando a far parte poi dello S.H.I.E.L.D.

## Biografia del personaggio
Prima di divenire Jessica Drew il personaggio era solo un clone di Peter Parker di sesso femminile che venne fatta crescere artificialmente fino a raggiungere l'età di un adolescente come Peter. Nel processo di clonazione vennero copiati anche i ricordi e la memoria. Questo progetto, finalizzato a creare dei supersoldati a partire da cloni, ebbe origine da un accordo fra alcune autorità governative, avverse a Nick Fury, che decisero di riprodurre il Progetto Rinascita che diede vita a Capitan America, per controbilanciare il peso politico-militare di Fury e dello S.H.I.E.L.D.; nel progetto vennero coinvolti il dottor Octavius e Ben Reilly, ex assistente del dottor Curt Connors, che fornì un campione del sangue di Peter e un estratto dell'essere sviluppato in laboratorio da Connors in passato. Dopo varie prove si raggiunse un clone che, una volta finito lo sviluppo, avrebbe potuto passare alla fase successiva del condizionamento psicologico e dell'addestramento. A causa di un incidente, i cloni fuggirono dal laboratorio. Uno dei cloni rapì Mary Jane Watson, moglie di Peter, e gli altri cloni - fra i quali anche Spider-Woman - si misero sulle sue tracce. Avvisato da Susan Storm, intervenne Nick Fury con al seguito le sue truppe speciali, gli "Ammazzaragni".
Spider-Woman, dopo un primo scontro con Peter, decise di tornare indietro per chiarirsi con lui e ritrovare MJ e, vedendo il ragazzo stava per essere arrestato dallo S.H.I.E.L.D., intervenne per salvarlo. Spider-Woman e Peter giungono presso la vecchia sede della Oscorp dove una Mary Jane ormai mutata stava combattendo contro uno dei cloni fuggiti. La mutata MJ, alla vista di Peter, tornò normale. Durante uno scontro il clone che aveva rapito MJ morì e Octupus venne arrestato. Spider-Woman decise di accettare la sua identità e di non farsi condizionare dai ricordi di Peter, di trovare un luogo dove rifarsi una vita. Essendo un clone femminile di Peter, del quale possiede i ricordi, Jessica è attratta anche dallo stesso genere di persone, in particolare ragazze coi capelli rossi naturali e ragazze di etnia ebraica.

## Cicli di storie

### Ultimatum
Durante l'attacco di Magneto, Spider-Woman si comporta come Spider-Man aiutando chi ne ha bisogno. Tra questi c'è pure May Parker la quale, capendo il legame che esiste tra la ragazza e suo nipote, la supplica di andarlo a cercare e lei acconsente. Nella sua ricerca si imbatte in Hulk, furioso e inseguito da elicotteri militari, e in Kitty Pryde, anche lei mandata sul campo a trovare il giovane eroe. Nonostante Kitty non ricambi l'entusiasmo di Jessica per essersi incontrate, le due collaborano nel prestare soccorso ai civili e nel cercare di ritrovare Peter, non avendo però successo. Infatti l'unica cosa che trovano è la sua maschera lacerata.

### Il post-Ultimatum
Mesi dopo l'onda di Magneto, Jessica ha ripreso la vita da vigilante. Dopo una rapina a un furgone portavalori e sventata in coppia con la Torcia Umana, Jessica riceve delle avance da parte dello stesso Storm che riesce a vederla senza maschera. Storm, ignorando il suo legame con Peter Parker, le chiede di uscire insieme e lei.

### L'attacco di Reed Richards
Spider-Woman combatte il crimine ma il suo obbiettivo principale è la multinazionale Roxxon che è stata coinvolta in passato in programmi e sperimentazioni genetiche a sfondo militare. Dal palazzo della Roxxon si sviluppa una stranissimo organismo che inizia a distruggerlo. Spider-Woman interviene e scopre che nessuno è in grado di spiegare che cosa stia accadendo e che non un prodotto della Roxxon. In seguito anche il Baxter Building viene colpito e alcuni mastodontici alieni prendono di mira diversi obbiettivi come la stessa Spider-Woman che riesce però al salvarsi. Altri colpiti sono Nick Fury, la casa di Reed Richards e quella dello stesso Peter Parker. Jessica decide di unirsi a lui nelle ricerche. Così mentre lo S.H.I.E.L.D. porta avanti indagini parallele e progetti di difesa per proteggersi da questa minaccia identificata come il "Creatore" (the Maker), i due indagano sulle cause. Così Jessica, sotto le mentite spoglie di Julia Carpenter, entra a far parte dello staff del comitato scientifico della multinazionale.
Per proteggersi da eventuali ripercussioni dello scontro vengono tutti portati in un sottolivello delle Roxxon Industries, provando lo stesso a ragionare sul compito che è stato loro affidato. In mezzo alla discussione Misty Knight chiede se avesse mai incontrato prima la dottoressa Miller, dato che anche lei faceva parte del programma del Baxter Building; la ragazza le risponde che si trovava in un'altra area dell'edificio ma che aveva sentito parlare di lei e che la ammirava. La detective le rivela che Layla Miller non era mai stata al Baxter Building e che lei stava mentendo.
Gli scienziati le si fanno subito intorno per cercare di ottenere la verità sul suo conto, dicendole di non preoccuparsi, poiché anche loro si trovano nella sua stessa barca: la Roxxon li voleva sfruttare per stabilire con quanta facilità dall'esterno si potesse capire in quali traffici l'azienda fosse coinvolta, per poi sbarazzarsene una volta terminata la loro utilità.
Jessica però non si fida di loro e cerca di fuggire bloccandoli con la sua regnatela ma prima di riuscire ad allontanarsi, Samuel Sterns si trasforma in una versione violacea di Hulk e la stende. Svenuta, la ragazza viene catturata.
Jessica si risveglia legata a un tavolo da laboratorio circondata dall'équipe di scienziati. Questi si stanno apprestando a compiere esami su di lei e la sua strana natura genetica. Stupiti infatti dai risultati dall'esame dei valori fisici della ragazza, il loro capo spiega loro la vera natura della Donna Ragno, ovvero che è un clone femminile dell'Uomo Ragno.
Per l'orrore di Jessica l'uomo si rivela essere Otto Octavius, conosciuto anche come il Dottor Octupus, ovvero colui era stato il fautore del progetto di clonazione di Peter Parker e, di conseguenza, suo "padre".
Octavius è più che intenzionato a iniziare nuovi esperimenti su di lei, accusandola di essere stata la mandante degli attacchi alla Roxxon, ma in quel frangente Peter fa irruzione nel laboratorio, decisosi a intervenire a causa della prolungata assenza della ragazza. Resi nuovamente inoffensivi gli scienziati con la propria tela e liberata Jessica, i due vigilanti intraprendono una lotta con il Dottor Octupus e Samuel Sterns, ritrasformatosi in Hulk, avendo velocemente ragione di loro.
Fuggiti dall'edificio, Jessica si lascia andare all'angoscia e abbraccia Peter, ringraziandolo per averla salvata. Gli dice che vuole vedere Octavius morto, che vuole fargliela pagare per quello che aveva fatto. All'improvviso un nuovo organismo alieno attacca la sede della Roxxon e i due si ritrovano nuovamente a cercare di salvare più civili possibile dalla sua furia.
Tra coloro che necessitano di soccorso si trova pure lo stesso Octavius, sul punto di essere schiacciato dalla massa carnosa. Solo il monito di Peter sul fatto che loro aiutano chiunque si trovi in difficoltà, spinge la ragazza ad aiutarlo e a salvargli la vita.
In quel momento compaiono dal nulla la Torcia Umana e Rick Jones, l'araldo degli Osservatori, inviati sul posto da Susan Storm per recuperare un frammento dell'organismo. Mentre i due supereroi investigavano sulla Roxxon infatti lo S.H.I.E.L.D. e gli altri eroi hanno scoperto che dietro l'identità del "Creatore" si cela la persona di Reed Richards. La scienziata ha bisogno di quel campione e di tutto l'aiuto possibile per poter rintracciare la base del loro temibile avversario. Spider-Man, la Donna Ragno e lo stesso Octupus vengono così teletrasportati da Nova alla base del progetto Pegasus in Wyoming.
Identificata la base di Reed, una fortezza da lui costruita nel settore 77 della Zona Negativa, porzione inesplorata della prima dimensione alternativa scoperta dai Fantastici Quattro, Jessica partecipa all'attacco della stessa, insieme a molti altri eroi tra i quali Peter e gli Ultimates, Nick Fury, Carol Danvers, i fratelli Storm e Benjamin Grimm, Mahr Vehl, Nova, Octavius e un intero squadrone di agenti S.H.I.E.L.D.
Lo scontro termina con la sottrazione di parte dei sistemi tecnologici necessari a Reed per sostenere la sua fortezza che inizia a crollare, e l'abbandono dello stesso Reed nella Zona Negativa, ritenendolo morto. In seguito a questi eventi Jessica diventa un agente dello S.H.I.E.L.D., assunta dalla stessa Carol Danvers, cattura Octavius.

### Dopo la morte di Peter Parker
In seguito alla morte di Peter, Jessica entra a far parte degli Ultimates, e vive presso il Triskelion.
Partecipa assieme al resto della squadra all'assalto alla Città di Reed Richards, ritornato più potente che mai dopo la sconfitta subita nella zona Negativa, osservando con i suoi occhi la disfatta della flotta di elivelivoli, rimanendo anche ferita in uno scontro con una dei "Figli".
Nei giorni successivi la tregua instaurata con il "Creatore" trova nelle sue stanze al Triskelion un fascicolo riguardo ad un emulatore di Peter Parker avvistato in quei giorni. Per niente contenta di ciò Jessica esce di ronda e lo cattura. Si stupisce che sia un ragazzino di tredici anni di nome Miles e che possieda poteri simili a quelli del "fratello" e ai suoi. Jessica non vorrebbe dargli credito ma dopo aver ricevuto formali ordini da Fury, che lo ha visto all'opera nel sedare un tentativo di fuga da parte di Electro, deve acconsentire alla situazione e consegna personalmente al ragazzo un nuovo costume da Spider-Man sulla falsariga di quello del suo predecessore, dicendogli che si è guadagnato la sua occasione e che una volta che indosserà il costume farà parte di tutto ciò che ne comporta.
Successivamente Jessica viene imprigionata insieme a Capitan Bretagna all'interno del Triskelion a causa dell'attivazione dei protocolli Winter da parte del Presidente degli Stati Uniti per neutralizzare Fury e i suoi collaboratori più stretti e poter agire secondo il piano d'azione che riteneva più corretto per sradicare la minaccia di Reed dall'Europa che il Direttore dello S.H.I.E.L.D. non condivideva perché troppo avventato, e avrebbe comportato conseguenze troppo rischiose.
Verrà liberata insieme al resto della squadra, eccezion fatta per Tony e Thor che erano riusciti a mantenersi in libertà fin dall'inizio, dopo la distruzione di Washington D.C. e il passaggio alla presidenza di John Howard, segretario per l'energia del precedente Gabinetto, che ne ordina la scarcerazione.

### Divisi cadiamo, uniti vinciamo
A causa della distruzione di Washington D.C. ad opera di Reed Richards, delle manovre segrete di un misterioso individuo che aizza focolai in tutta la nazione, del problema delle Sentinelle Nimrod di Stryker e delle milizie anti-mutanti che tengono sotto scacco gli Stati del Sud-Ovest, che il precedente presidente aveva abbandonati al loro destino in quanto non in grado di intervenire per difenderli, gli Stati Uniti sono sul punto di frantumarsi. Forze secessioniste e belligeranti spingono vari Stati a staccarsi dal Governo Centrale e a farsi la guerra tra loro.
Tale clima porta al ritorno di Steve Rogers, Capitan America, che interviene prontamente nei vari scenari bellici, contando anche sull'aiuto dei vecchi compagni Ultimates, Tony Stark e Thor. L'acme di tale drammatica situazione la si tocca quando viene pronunciata l'accusa di illegittimità del governo Howard che porta non solo a nuove elezioni ma addirittura alla separazione di fatto di molti stati che formano governi propri ed indipendenti come la Nazione della Costa Ovest e l'Alleanza dei Grandi Laghi.
Il tutto subisce una svolta quando, a causa del grande coraggio dimostrato nel portare aiuto alle masse civili in difficoltà, Steve Rogers viene eletto Presidente. Il suo deciso intervento pone fine alla maggior parte dei conflitti e a togliere lo S.H.I.E.L.D. dalle corrotte mani dell'agente Flumm e ad affidarlo a Monica Chang, la Vedova Nera degli Ultimates. In seguito a tale mossa il misterioso uomo che fin dall'inizio aveva cercato di portare alla distruzione la nazione si rivela, con un possente esercito di milizie Hydra, prima semplice gruppo di rivoltosi, in Wyoming: è Modi il figlio di Thor, l'unico ad essersi salvato alla caduta di Asgard poiché suo padre lo aveva nascosto all'interno di Yggsadrill.
Un corpo di spedizione viene approntato e diretto verso il Wyoming dove si svolgerà lo scontro finale. Tra gli individui metaumani che partecipano compare anche Jessica che viene accoppiata con il giovane nuovo Spider-Man. La ragazza non è particolarmente entusiasta soprattutto per via della giovane età di quest'ultimo; è preoccupata che possa morire in quello scontro, che sia troppo per un ragazzino come lui. Durante tutta la prima parte della battaglia contro l'Hydra, Jessica lo tiene d'occhio e lo supplica letteralmente di ritirarsi, ma Miles non le dà retta.
Dopo aver lottato insieme per un po', Jessica cerca ancora di convincerlo ad andarsene, dicendogli che lo avrebbe aiutato a diventare un eroe ma non in quel luogo e in quel modo. Vedendo un War Machine dell'Hydra nell'atto di attaccare Capitan America, Miles lo assale e lo porta fuori rotta finendo contro Cassandra Lang, una delle Giant Woman, e precipitando lontano dal luogo della battaglia. Perso di vista Spider-Man, Jessica continua a combattere a fianco agli altri Ultimates fino alla sconfitta di Modi e alla resa dell'esercito Hydra.
In seguito Jessica riesce a ritrovare Miles grazie all'intercettazione delle comunicazioni di una Giant Woman dell'Hydra, con cui il ragazzo si era scontrato, e riesce a riportarlo a New York. Dopo avergli fornito un alibi che regga alle domande dei suoi genitori, Jessica ha una conversazione particolare con Miles. Questi le chiede chi lei sia in realtà e Jessica gli risponde che un giorno gli racconterà tutto ma per il momento vuole solo che lui stia bene e che impari dai loro errori. Lo invita a tornare dalla sua famiglia e di stare con loro, aggiungendo che lo invidia moltissimo per quello.

### Un anno dopo
In seguito alla morte della madre di Miles Morales, accaduta per mano di un uomo che sfruttava una replica del simbionte Venom, e all'abbandono di quest'ultimo del ruolo di Spider-Man, Jessica cerca di far sì che il giovane riprenda il ruolo che oramai gli spetta di diritto. Dopo non esserci riuscita a parole gli lascia a casa sua una valigetta con all'interno un nuovo costume e dei nuovi lancia-ragnatele, non potendo fare altro per il momento.
Jessica sta continuando a lavorare per lo S.H.I.E.L.D. e in seguito ad uno scontro in cui sono stati coinvolti dei giovani metaumani, scopre che la Roxxon è tornata a compiere esperimenti per la creazione del super-soldato spingendosi sempre più oltre i limiti. Jessica è determinata a fermarli e per farlo decide di rivolgersi direttamente a Miles presentandosi nella sua stanza. Decide di rivelargli la sua vera natura di clone, di come ella stessa sia il prodotto di persone come quelle che è intenzionata a consegnare alla giustizia. Gli spiega che il legame che c'è tra loro è proprio l'essere il risultato di tali esperimenti, come molti altri metaumani del resto, e che il loro compito è fermare quei criminali prima che possano ferire altre persone come è successo a loro. Gli spiega che è per quello che ci deve essere uno Spider-Man, e che non poteva essere lei perché, nonostante sia un clone di Peter, lei è Jessica Drew. Lei è qualcos'altro; l'unico che può fregiarsi di quel titolo ora è solo lui, Miles Morales.
Il ragazzo si fa quindi convincere a ritornare in attività dopo più di un anno di pausa. I due si mettono sulle tracce di una dei giovani metaumani coinvolti nello scontro: Lori Baumgartner, alias Bombshell, vecchia conoscenza di Spider-Woman. Dopo un tentativo di fuga della ragazza, i tre riescono finalmente a parlare ma vengono sorpresi da un agente della Roxxon, Taskmaster.
La multinazionale ha infatti scoperto che due delle loro vittime, Tandy Bowen e Ty Johnson, si sono impossessati di informazioni che potrebbero mettere a repentaglio tutti suoi progetti. Erano loro due i metaumani che si erano scontrati con Bombshell pensando facesse parte dell'organizzazione. Per evitare ulteriori complicazioni, Mister Roxxon decise di affidarsi al mercenario Taskmaster per risolvere la questione.
Il mercenario ingaggia uno scontro con i tre metaumani a cui si aggiungono anche gli stessi Cloak e Dagger, ovvero Ty e Tandy, attirati dagli scoppi di Bombshell. Lo scontro è davvero duro in quanto Taskmaster è in grado di replicare la forza e le abilità metaumane dei suoi avversari, e la stessa Jessica viene messa al tappeto dopo essere stata colpita da una versione potenziata del "tocco velenoso" di Miles. Infine grazie all'aiuto di Cloak, i cinque riescono ad averne ragione.
Jessica viene in possesso delle prove necessarie per incastrare Roxxon e insieme agli altri quattro prende d'assalto il grattacielo della multinazionale. Terminato il tutto per il meglio, riuscendo ad aver ragione di Roxxon e della sua équipe di scienziati, la stessa che per altro aveva collaborato con il Dottor Octavius durante l'attacco di Reed Richards alla Terra (Layla Miller, Nathaniel Essex, Samuel Stern e Arnim Zola III), Jessica fa rapporto alla sua superiore, Monica Chang, eludendo non solo qualsiasi ritorsione per essere intervenuta senza autorizzazione contro la Roxxon, con cui per altro lo stesso S.H.I.E.L.D. aveva dei contratti di rifornimento, ma presentandole anche i files dei suoi compagni, affermando di credere che qualcosa di grande stia per avere inizio

### Ragnoverso
Jessica e Miles vengono assaliti da Verna e salvati dall'esercito di Superior Spiderman a cui si uniscono.
Dopo la battaglia con Daemos, comprendendo che gli Eredi adoperano la clonazione, Jessica si unisce a Kaine e Ben Reilly, nel tentativo di distruggere la fabbrica di cloni.

## Poteri e abilità
In quanto clone, seppure solo in parte, di Peter Parker, Jessica possiede tutte le abilità base derivate dalla modificazione genetica causata dal ragno "00" della Oscorp: forza e agilità maggiorate, capacità di aderire alle pareti, senso di ragno, guarigione accelerata. In più Jessica possiede la capacità di secernere ragnatela organica dalle dita delle mani.
Possedendo i ricordi di Peter, anche se questi sono svaniti con il tempo, Jessica possiede anche le medesime conoscenze del "fratello", e sempre essendo un suo clone, ha anche le medesime qualità intellettive, anche se è ignoto fino a che punto precisamente.
Jessica nonostante sia viva da poco tempo ha acquisito rapidamente grande esperienza sia nella lotta al crimine sia nelle operazioni militari, essendo stata membro prima dello S.H.I.E.L.D. e poi degli Ultimates.

## Altri media

### Televisione
La Donna Ragno compare in Marvel Super Heroes: What The--?!.

### Videogiochi
La Donna Ragno compare in LEGO Marvel's Avengers.